# Ivana Trump
Ivana Marie Trump (nhũ danh Zelníčková, tiếng Séc: [ˈɪvana ˈmarɪjɛ ˈzɛlɲiːt͡ʃkovaː]; 20 tháng 2 năm 1949 - mất ngày 14 tháng 7 năm 2022) là một nữ doanh nhân người Mỹ gốc Séc, tác giả, socialite,và người mẫu thời trang trước đây. Bà là vợ đầu của cựu tổng thống Hoa Kỳ Donald Trump từ năm 1977 đến 1992.

## Những năm đầu
Ivana Zelníčková sinh ra ở thị trấn Moravia của Zlín (trước đây gọi là Gottwaldov), Tiệp Khắc, là con gái của Miloš Zelníček, là một người Séc, và Marie Francová. Từ khi còn rất nhỏ, cha bà đã nuôi dưỡng và khuyến khích tài năng trượt tuyết của bà. Đầu thập niên 1970, bà vào học trường Đại học Karl ở Praha.

## Cuộc sống cá nhân
Năm 1971, Zelníčková kết hôn với Alfred Winklmayr, một người đại lý bất động sản. Họ li dị vào năm 1973. Bà rời Tiệp Khắc tới Canada để ở với người bạn thời thơ ấu, George Syrovatka, người sở hữu một khu trượt tuyết ở đó.

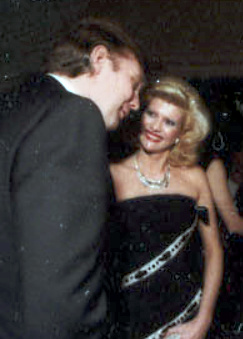
Ivana và Donald Trump, vào tháng 11 năm 1985.

## Sự nghiệp
Sau khi ly hôn với Donald Trump, Ivana Trump đã kí hợp đồng với William Morris Agency và phát triển các dòng sản phẩm trang phục, đồ trang sức, làm đẹp và bán qua các kênh truyền hình mua sắm.